# Tändstift

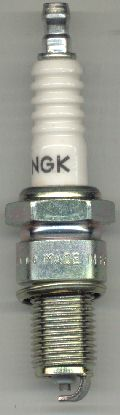
Tändstift.

Tändstift är en komponent i en förbränningsmotor som antänder den gasblandning som finns i förbränningsrummet; dels vid drift av ottomotorer och dels vid start av gasturbiner och jetmotorer. Antändningen sker medelst en elektrisk gnista mellan tändstiftets elektroder.
Tändstift ska ej förväxlas med glödstift som används i dieselmotorer när kompressionen inte höjer temperaturen tillräckligt vid kallstart.

## Den fysiska processen

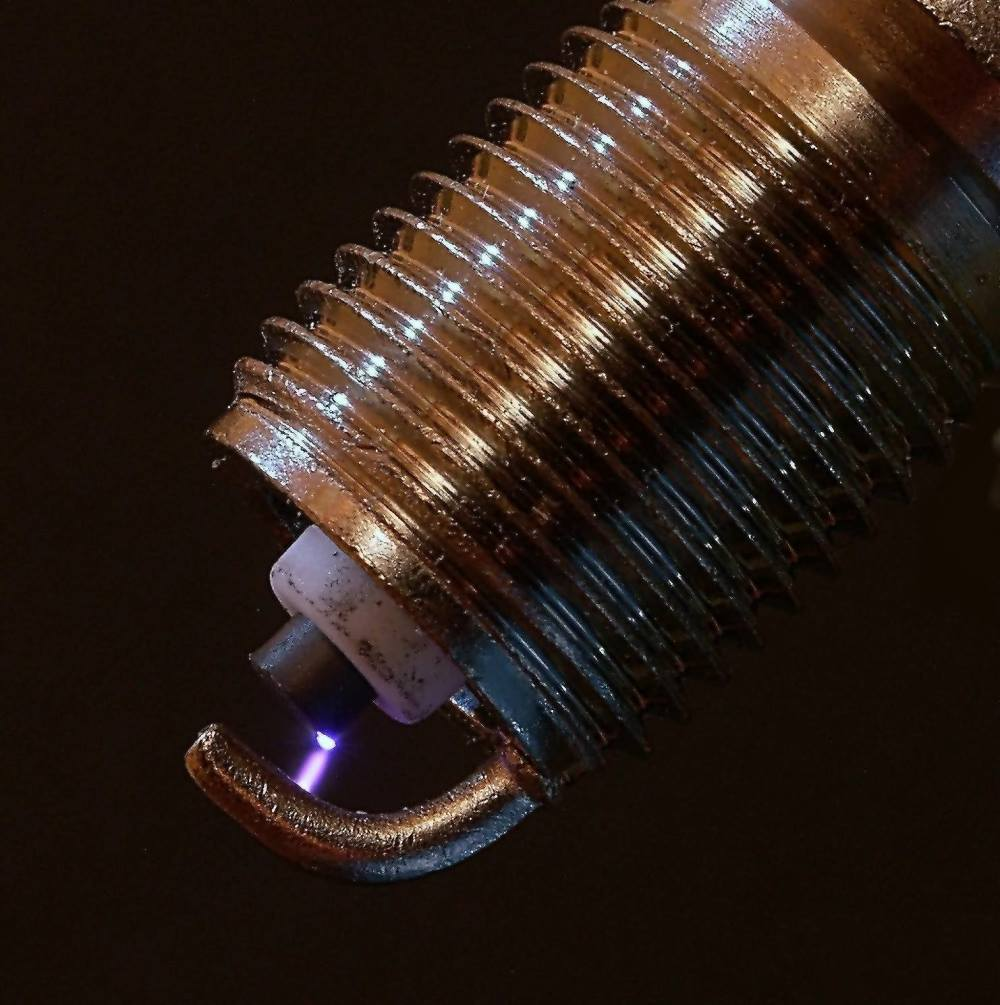
Gnistbildning mellan elektroderna.

Antändningen. Gasblandningen i gapet mellan elektroderna är normalt ej elektriskt ledande. Men när spänningen mellan elektroderna överskrider en viss nivå joniseras gasen och blir elektriskt ledade. Strömmen av joner gör att gas upphettas snabbt till över 60 000 Kelvin och utvidgas explosivt. Det är det som klickar till när man testar ett tändstift i vanlig luft. Den kraftiga upphettningen gör att molekylerna i gasblandningen reagerar med varandra och startar förbränningen i en liten "åskboll" som snabbt växer över hela förbränningsrummet. I ett tändstift sker joniseringen vid 12-25 kV, men ibland även så högt som 45 kV.
Tidpunkten. I fallet ottomotor är den erhållna effekten lika med kraften gånger vägen när kolven påverkas under arbetstakten. Därför är det viktigt att förbränningen fullbordas inom arbetscykeln. Eftersom flamfrontens hastighet är nästan konstant för en viss gasblandning, så behöver man, vid högt varvtal, starta gnistan innan kolven når övre läget om förbränningen ska vara klar i tid. Se tändsystem (ottomotor). För att ytterligare snabba upp förbränningen kan man använda flera tändstift i cylindern som ger flera flamfronter ("Twin spark").
Gnistgapet, avståndet mellan elektroderna, är centralt för funktionen:
- Litet gnistgap ger en säker men liten gnista.
- Stort gnistgap ger en osäker men stor gnista.

Varje motor har därför ett optimalt gnistgap med hänsyn till spänningen vid start och bränslets oktantal. Vanliga gap är 0,5 - 2 mm.

Mittelektrodens värmeavledning. Till vänster ett "varmt" stift och till höger ett "kallt".

Värmetal. Förbränningen kan orsaka sotbildning, som kan ge en beläggning på isolatorn mellan mittelektroden och det omgivande metallhöljet, vilket i sin tur kan ge läckströmmar som förhindrar joniseringen. Av det skälet vill man låta isolatorn inne i förbränningsrummet få så hög temperatur att sotet bränns bort, men ändå inte så hög att isolatorn skadas. Isolatorn, som har en låg värmeledningsförmåga, ges därför olika längd, beroende på hur mycket värme som behöver avledas, för att temperaturen ska bli den rätta. Lågvarviga kolvmotorer har lång isolering för att få upp rätt temperatur för avbränningen medan racermotorer ges kort isolering för att ej bli för varma. Man talar om olika värmetal. Fel värmetal kan ge skador på tändstift som i sin tur kan ge upphov till allvarliga motorskador.
Ytterligare ett skäl till hög temperatur på mittelektroden är att gnistbildningen underlättas.  Typiska värmetal för tändstift: gräsklippare 45, personbilar 100-160, sportbilar 200-260.
Elektromagnetisk störning. Vid gnistbildningen skapas en elektromagnetisk våg som kan ge radiostörning. För att reducera problemen har tändstiften ofta en inbyggd resistans mellan mittelektroden och tändkabeln.

## Tändstiftens delar

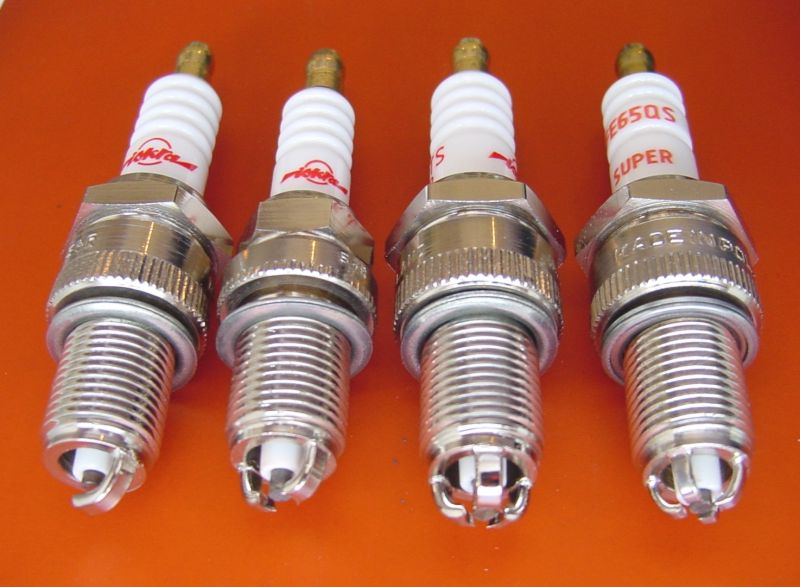
Tändstift med 1, 2, 3 och 4 sidoelektroder.

- Gängad stomme av metall som skruvas fast i motorns topplock. Tändstift tillverkas med gängor M10x1, M12x1,25, M14x1,25 och M18x1,5.
- Korrekt åtdraget stift får bästa kylförmåga genom att stommen har gedigen kontakt med godset i toppen.
- Löst stift kan orsaka kompressionsförlust och minskad kylningsförmåga.
- Tätningsbricka av mjuk metall. Kräver ett bestämt åtdragnigsmoment för att minska kompressions läckaget och försvåra för stiftet från att lossna.
- Sidoelektroder av nickelstål. Från vanligen en, upp till undantagsvis 4 stycken, fästa i stommen. Flera gnistgap ger säkrare gnista och används i vissa flygmotorer. Alternativt kan flera tändstift användas för att ge en säker antändning förutom snabbare förbränning.
- Mittelektrod, tidigare av legeringar med koppar, nickel och järn, men numera med även yttrium, iridium, palladium mm.
- Innerisolator i förbränningsrummet av en keram, vanligen aluminiumoxid som tål hög temperatur och högt tryck.
- Ytterisolering av porslin. Ofta med vågig yta för att minska risken för överslag vid nedsmutsning.
- Resistans inne i isolatorn för att reducera elektromagnetisk störning. Vanligen 5 kohm.
- Anslutning till tändkabel eller tändspole.

## Tändstiftens historia

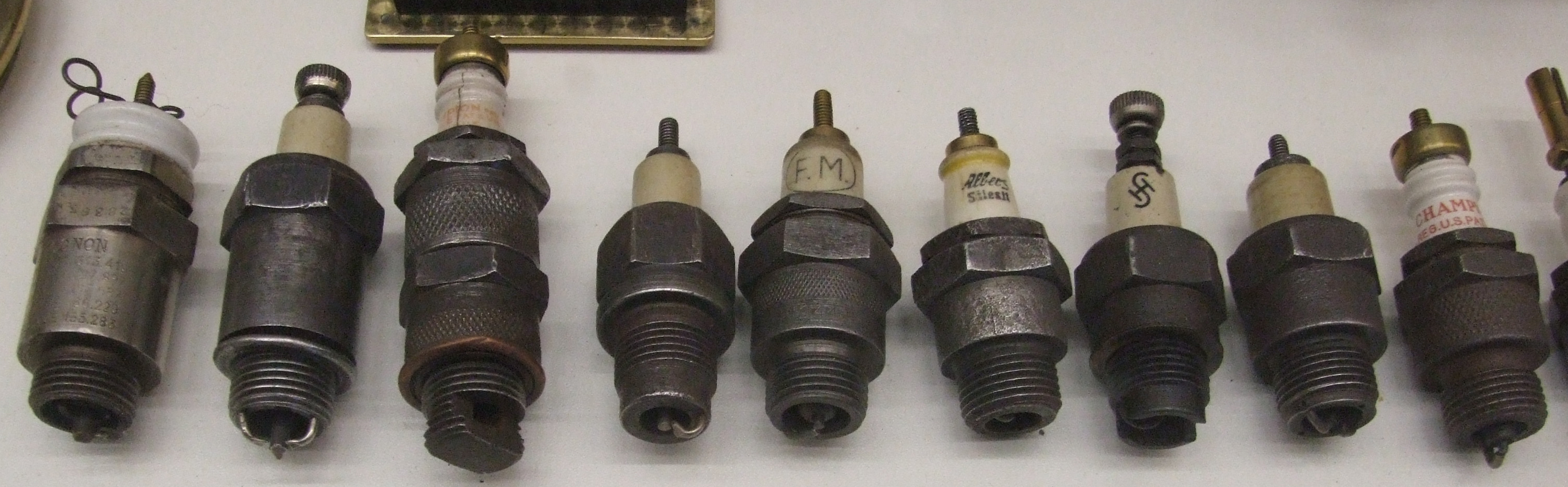
Historiska tändstift (Museum Autovision, Altlußheim, Tyskland).

Den förste att använda tändstift i en Ottomotor var fransmannen Étienne Lenoir 1859.
1898 fick Nicola Tesla och Robert Bosch olika patent.
Under hela 1900-talet förbättrades tändstiften för att göra dem mera driftsäkra och effektivare att tillverka.
Försök har gjorts med laserljus i stället dock utan praktisk tillämpning 2010.
Vissa bedömer att man i framtiden kommer att skapa gnistan mellan en elektrod på inloppsventilen och en "mittelektrod" alldeles i dess närhet. Det skulle ge en förmånligare flamfront än den från stiftet i cylindertoppen men kräver en helt annorlunda konstruktion. 
Tidigare måste man regelbundet kontrollera tändstiften. Borsta bort sot och olja och justera gnistgapet. Numera håller stiften längre och byts utan mellanliggande kontroll. Fortfarande är tändstiften känsliga i tvåtaktsmotorer eftersom gasen dels är oljeblandad och förorenar stiften. Dels därför att tändning ske dubbelt så ofta som i en fyrtaktsmotor.

## Sura tändstift

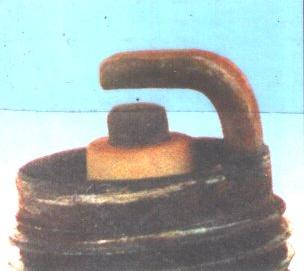
Förorenat tändstift.

Sura tändstift kallas det när tändstiften i en förbränningsmotor blir för fuktiga av bränsle och inte längre klarar av att tända bränslet, eftersom syrehalten i förbränningsrummen blir för låg.
Detta var rätt vanligt förekommande på äldre förgasarmotorer med manuell men även med automatisk choke. Om choken var utdragen för länge, blev tändstiften sura, likaså om man kallstartade fordonet med choken fullt utdragen med för mycket gaspådrag. Om fordonet hade automatisk choke, kunde det hända att choken hängde upp sig så att motorn blev sur. Äldre fordon med insprutning kan också få sura tändstift om man gasar för mycket vid kallstart.